# Liacarus medialis
Liacarus medialis är en kvalsterart som beskrevs av Banks 1910. Liacarus medialis ingår i släktet Liacarus och familjen Liacaridae. Inga underarter finns listade i Catalogue of Life.